# Rupert M. Scheule
Rupert Maria Scheule (* 2. November 1969 in Ottobeuren) ist ein deutscher römisch-katholischer Theologe, der als ordentlicher Professor für Moraltheologie an der Universität Regensburg lehrt. Scheule ist darüber hinaus als Diakon in der katholischen Pfarreiengemeinschaft Mariahilf Krumbach tätig.

## Leben
Scheule studierte katholische Theologie, Geschichte und Germanistik (kurzzeitig auch Humanmedizin) an der Julius-Maximilians-Universität Würzburg sowie an der Universität Augsburg und der Universität Wien. Er war in dieser Zeit Stipendiat des Cusanuswerks. Von 1998 bis 2002 arbeitete Scheule als Wissenschaftlicher Mitarbeiter für Christliche Sozialethik an der Universität Augsburg und leitete danach bis 2005 das DFG-Projekt „Entscheidungslehre christlicher Ethik“. Während dieser Zeit übernahm er zudem Lehraufträge an der Katholischen Universität Eichstätt-Ingolstadt.
Es folgten vier Jahre als Wissenschaftlicher Assistent, Akademischer Rat und Oberrat am Lehrstuhl für Moraltheologie der Universität Augsburg, bevor er 2009 eine Professur für Philosophie/Ethik/Erziehungswissenschaft an der Fachhochschule Dortmund erhielt. 2010 wurde Scheule ordentlicher Professor für Moraltheologie und Christliche Sozialwissenschaften an der Theologischen Fakultät Fulda. Daneben lehrte er am Katholisch-Theologischen Seminar der Philipps-Universität Marburg. 2012 berief ihn der Großkanzler der Theologischen Fakultät Fulda zum Leiter dieses Seminars. Im selben Jahr wurde er Berater der Kommission XI (Ehe und Familie) der Deutschen Bischofskonferenz. Scheule wechselte 2017 auf den Lehrstuhl für Moraltheologie an der Universität Regensburg.

## Auszeichnungen
- 2008: Kardinal-Wetter-Preis der Katholischen Akademie in Bayern für Gut entscheiden (Habilitationsschrift)

## Werke (Auswahl)
Als Autor:
- Beichte und Selbstreflexion. Eine Sozialgeschichte katholischer Bußpraxis im 20. Jahrhundert. Frankfurt am Main: Campus, 2002.
- mit Johann Evangelist Hafner: Himmel, Heilige, Hyperlinks. Die barocke Bilderwelt – entschlüsselt in der Basilika Ottobeuren. Stuttgart: Theiss, 2003.
- Gut entscheiden. Eine Werterwartungstheorie theologischer Ethik. Freiburg im Breisgau: Herder, 2009.
- Wir Freiheitsmüden. Warum Entscheidung immer mehr zur Last wird. München: Kösel, 2015.
- Ethik der Nacktheit: Eine Perspektive christlicher Sexualmoral, Stimmen der Zeit, 1/2016 S. 31
- Never Safe. Moraltheologische Beobachtungen vor dem Ende der Serie "Game of Thrones". In: Zeitschrift für katholische Theologie. 141. Band (2019), Nr. 1, 95–108.

Als Herausgeber:
- mit Thomas Hausmanninger: Geklont am 8. Schöpfungstag? Gentechnik im interdisziplinären Gespräch. Augsburg: Wißner, 1998.
- mit Rafael Capurro und Thomas Hausmanninger: Vernetzt gespalten. Der Digital Divide in ethischer Perspektive. München: Fink, 2004.
- Ethik der Entscheidung. Entscheidungshilfe im interdisziplinären Diskurs. Regensburg: Pustet, 2009.
- Spielen. Philosophisch-theologische Annäherungen an einen menschlichen Grundvollzug. Würzburg: Echter, 2012.
- Ethik des Lebensbeginns. Ein interkonfessioneller Diskurs. Regensburg: Pustet, 2015.
- mit Markus Lersch: Tora und Evangelium. Grenzgänge zwischen Altem und Neuem Testament. Würzburg: Echter, 2017.